# Han Yang Ling

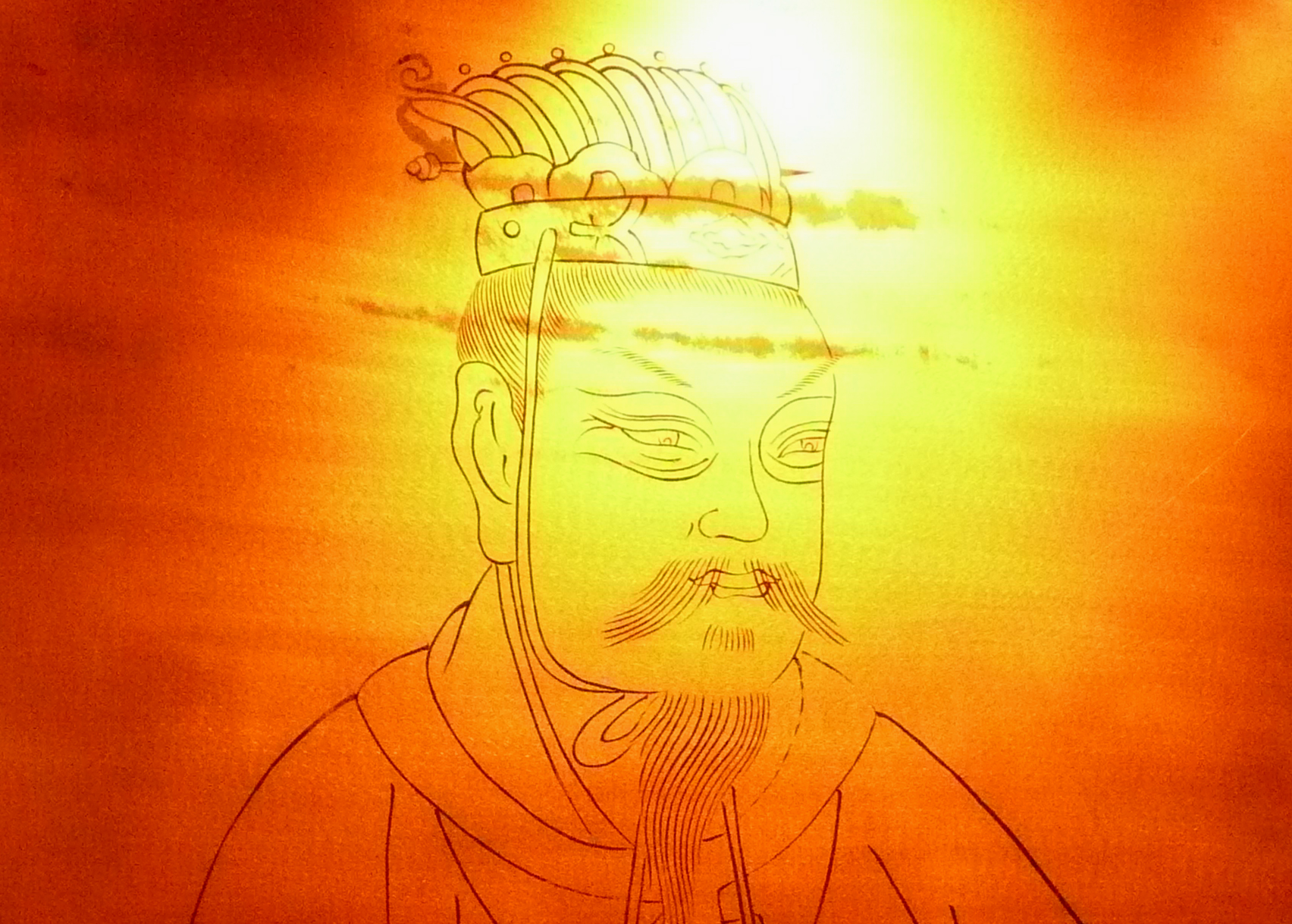
Han Jingdi - Vierter Kaiser der Han-Dynastie

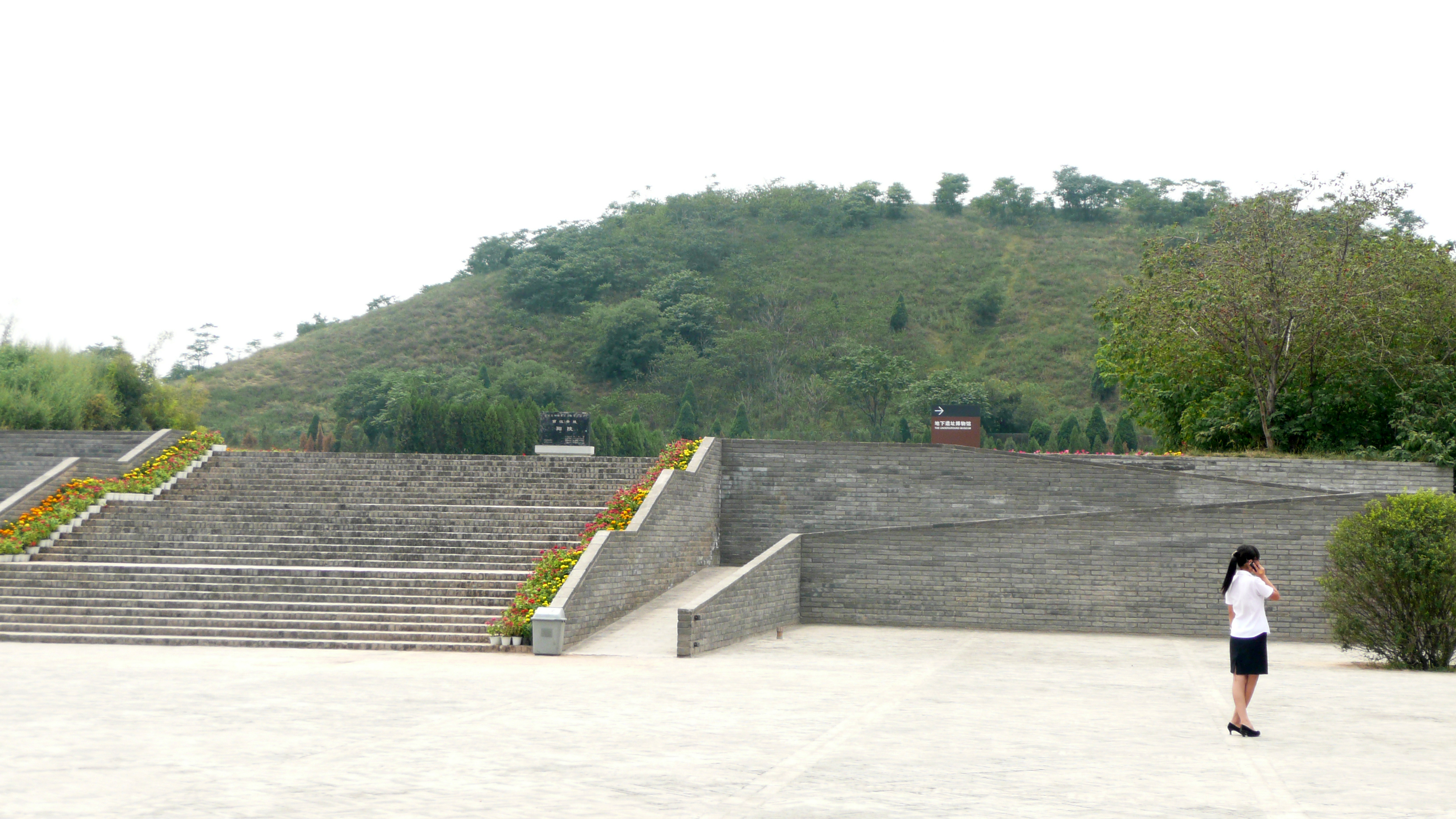
Mausoleum von Jingdi

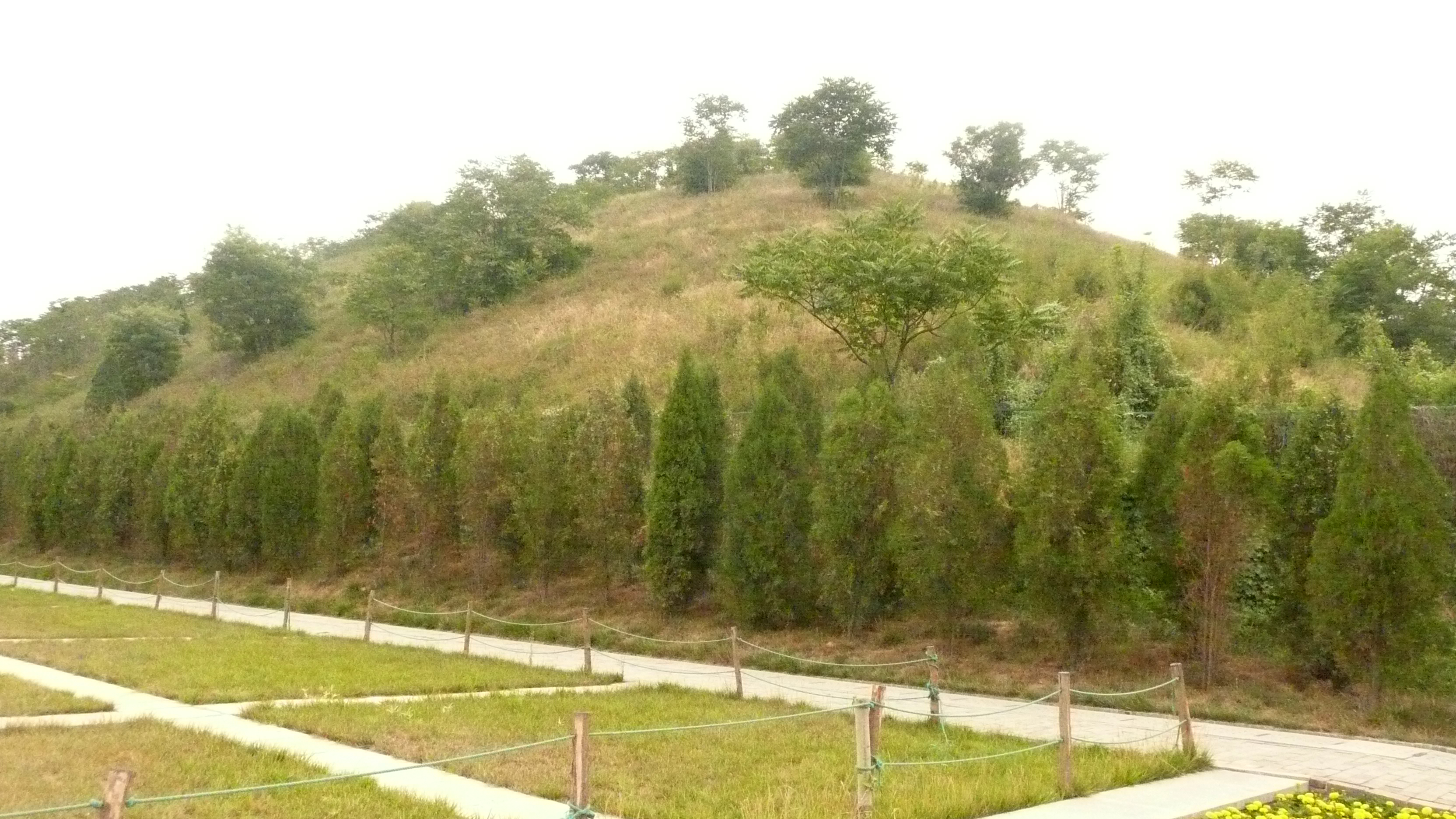
Grabstätte der Kaiserin Wang Zhi

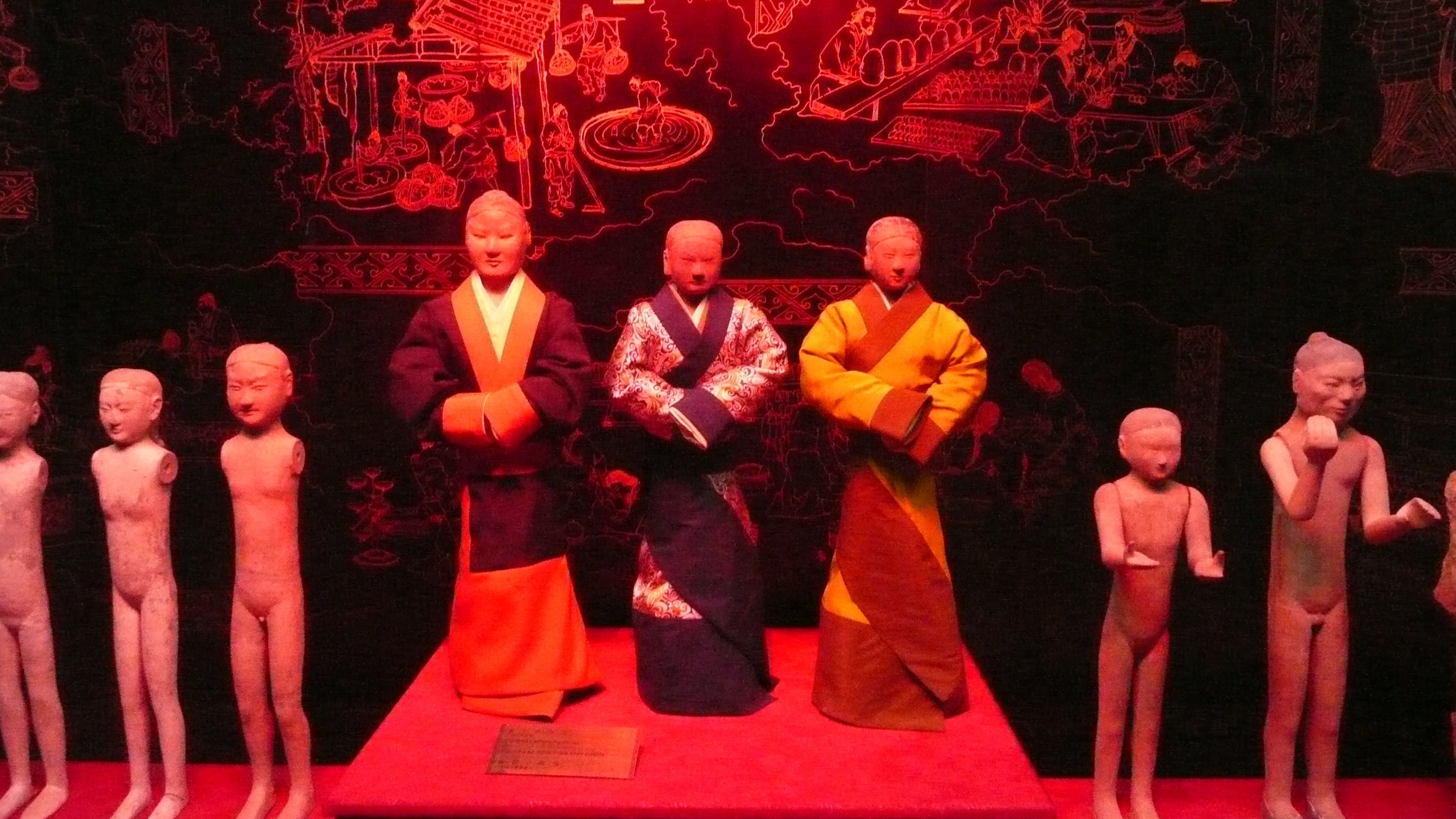
Ausstellungsstücke

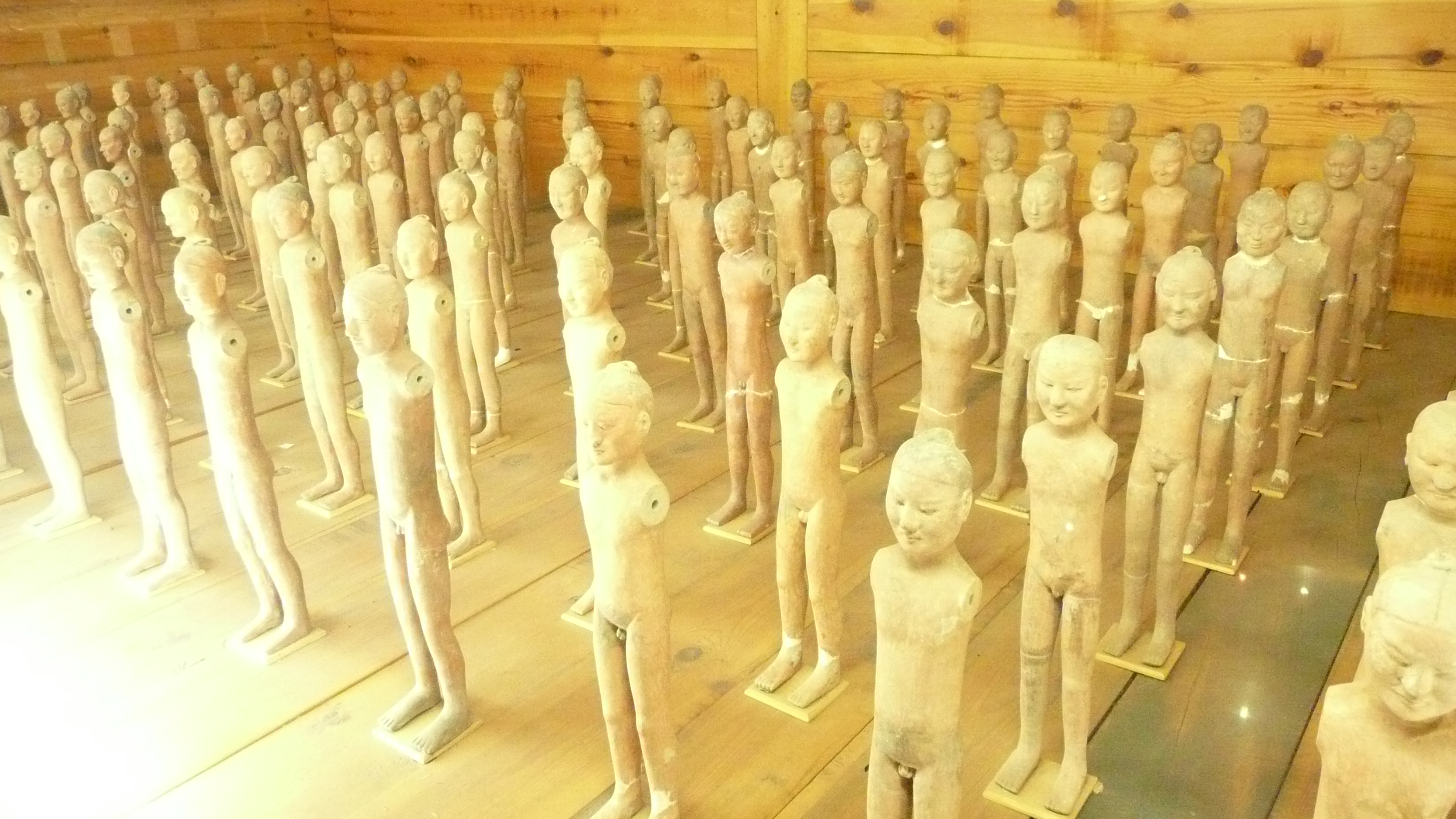
Ausstellungsstücke

Das Mausoleum Han Yang Ling (chinesisch 漢陽陵 / 汉阳陵, Pinyin Hàn Yáng líng) ist das Grab von Han Jingdi (188–141 v. Chr.), des vierten Kaisers der Westlichen Han-Dynastie (202-16 v. Chr.). Es befindet sich im Bezirk Weicheng der Stadt Xianyang, 20 km nördlich von der Provinzhauptstadt Xi’an am Fluss Wei unweit des Flughafens Xi’an Xianyang in der westchinesischen Provinz Shaanxi. Es gehört zu den „Fünf Mausoleen“ der Westlichen Han-Dynastie.

## Geschichte, Lage und Aufbau
Das kaiserliche Mausoleum Han Yang Ling ist die gemeinsame Grabstätte des Kaisers Jingdi (Liu Qi) und der Kaiserin Wang Zhi (Xiaojing). Sie wurde in der Zeit von 153 bis 126 v. Chr. auf einer Gesamtfläche von 20 Quadrat-Kilometern errichtet. Sie ist die östlichste der 9 von insgesamt 11 Han-Gräbern, die in Pyramiden-Form gestaltet wurden und sich auf dem Xianyang-Plateau befinden. Im Zentrum der Anlage stehen die 32 m hohe Pyramide des Kaisers und die kleinere Pyramide der Kaiserin mit 25 Metern Höhe. Im Unterschied zu ägyptischen Pyramiden sind sie stumpf und wirken wie platte Erdhügel, die aus Stampferde errichtet wurden. Der Umfang der quadratischen Grundfläche des Grabes des Kaisers beträgt 670 Meter; oben beträgt der Umfang 238 Meter.
Um diese Gräber herum befinden sich 81 Gruben mit Grabbeigaben und einer Gesamtfläche von 7.000 m². Eine Vielzahl weiterer Hügel stellen Gräber der Familienangehörigen, Beamten oder Konkubinen dar. Das Grab von Qin Shihuangdi diente als Vorbild beim Bau dieser Han-Pyramiden, die zusammen mit den Pyramiden der Tang-Dynastie einen bedeutsamen Teil der Pyramiden Chinas darstellen.

## Han-Yang-Ling-Museum
Im Jahre 1990 wurden beim Bau der Schnellstraße von Xi’an zum neuen Flughafen Gruben mit Tonsoldaten entdeckt. Daraufhin wurden 1991 umfangreiche archäologische Untersuchungen eingeleitet, die jedoch bislang die kaiserlichen Grabhügel selbst unangetastet ließen. Anfang der 90er Jahre legte man 24 Gruben frei, in denen 40.000 Tonfiguren gefunden wurden. Im Unterschied zur Terrakottaarmee von Qin sind sie nur ein Drittel lebensgroß, im Allgemeinen 62 cm hoch. Die Gruben haben eine Grundfläche von 96.000 Quadratmetern und damit das Fünffache der Standfläche der Terrakottaarmee des Ersten Kaisers von China.
Das Han-Yang-Ling-Museum wurde im Jahre 1999 eröffnet und gilt als das größte unterirdische Museum Chinas. Es steht noch im Schatten des weltbekannten Mausoleums des Ersten Kaisers Qin Shihuangdi mit der Terrakottaarmee, das sich im Osten von Xi’an befindet, obwohl es bereits mehr Fundstücke zu bieten hat und wie kein anderes Museum die Kultur der Han-Dynastie zeigt. Das Museum bietet zugleich einen einzigartigen Einblick in die laufenden Ausgrabungen in einzelnen originalgetreuen Gruben.
In einer modernen archäologischen Ausstellungshalle werden auf zwei Etagen ca. 1.700 Gegenstände gezeigt. Zu den Tonfiguren gehören nicht nur Krieger, sondern auch Diener, Viehhändler oder Buchhalter. Angesichts der langen Zeit unter Erde sind die Kleidung und die an den Körpern aus Ton angefügten beweglichen hölzernen Arme mittlerweile verfault. Ebenso gehören aber auch unterschiedliche Tiere wie Pferde, Kühe, Hühner, Schweine und Hunde zu den ausgestellten Fundstücken. Diese Hunde sind zahlreich vertreten, weil diese wahrscheinlich zu den Lieblingsspeisen des Kaisers gehörten.

### Einblick in die Ausgrabungen

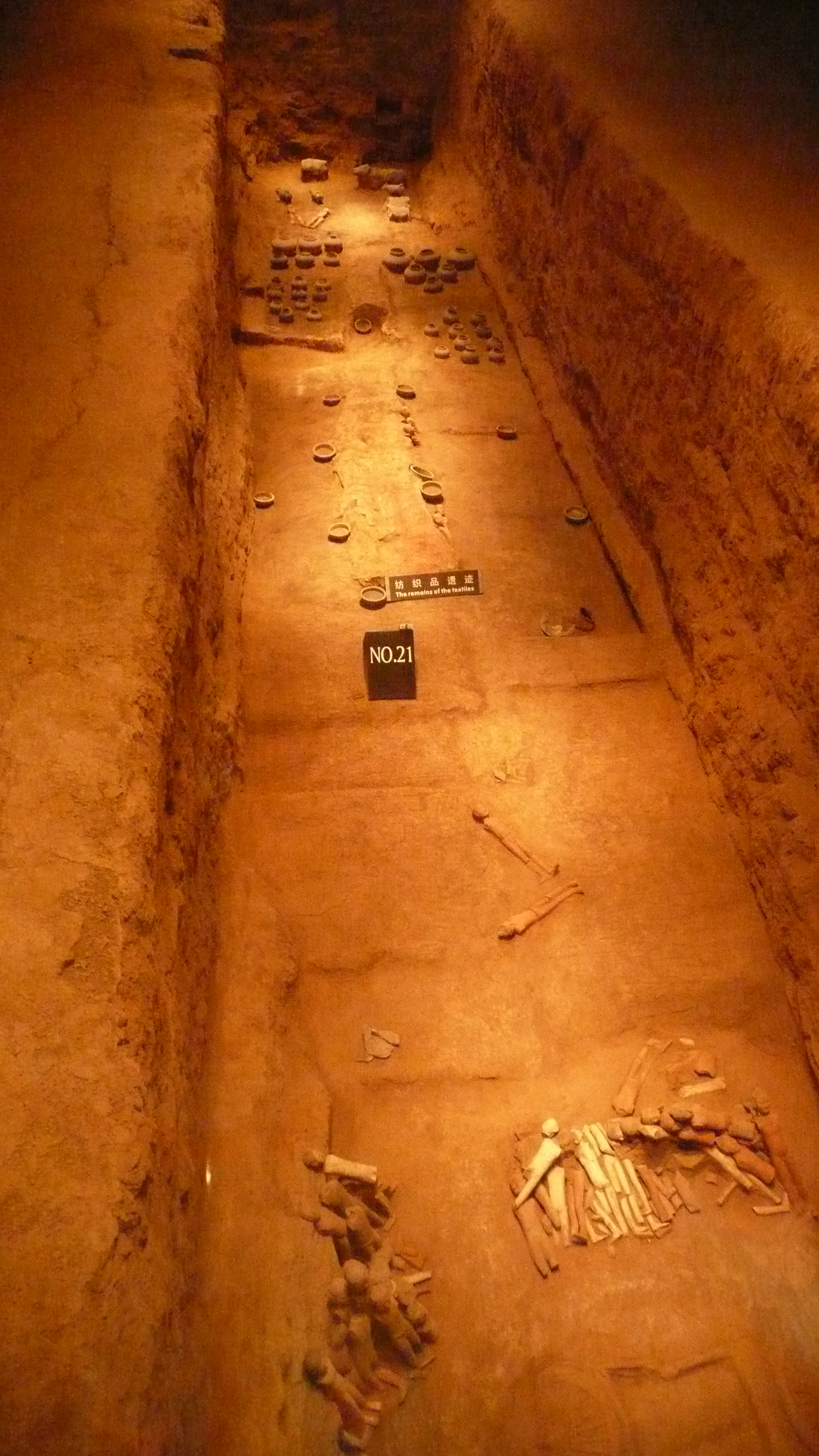
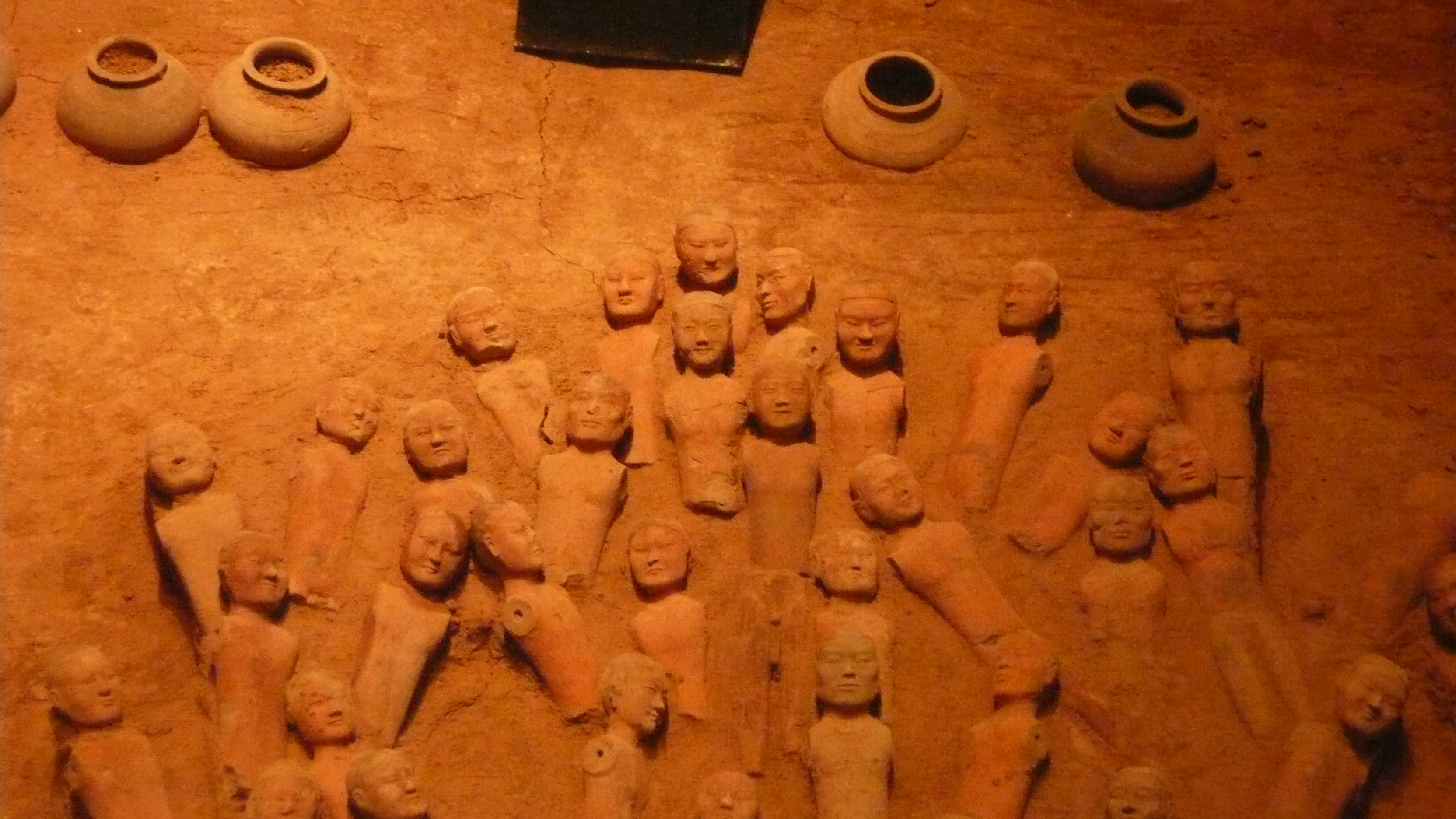
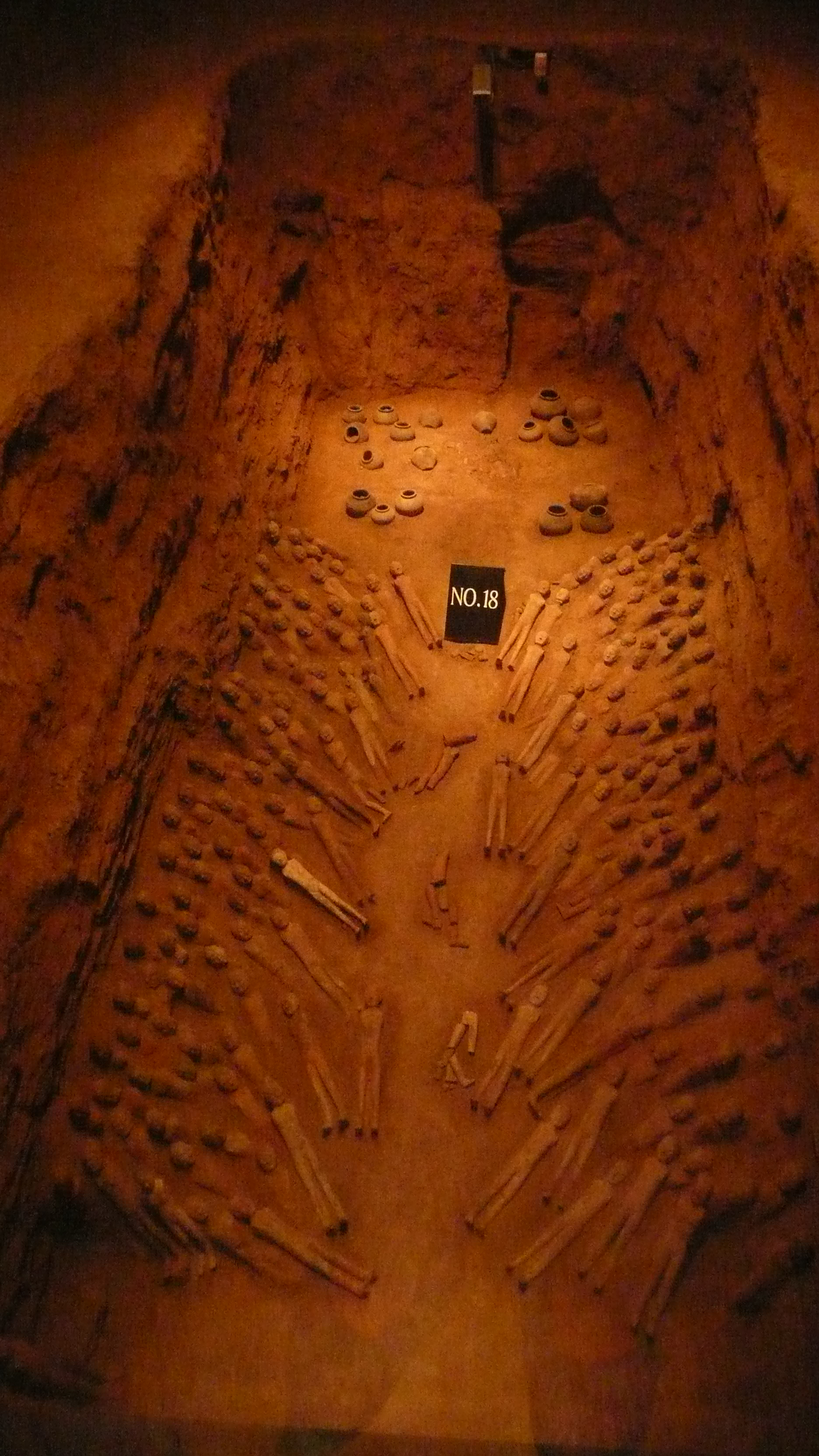
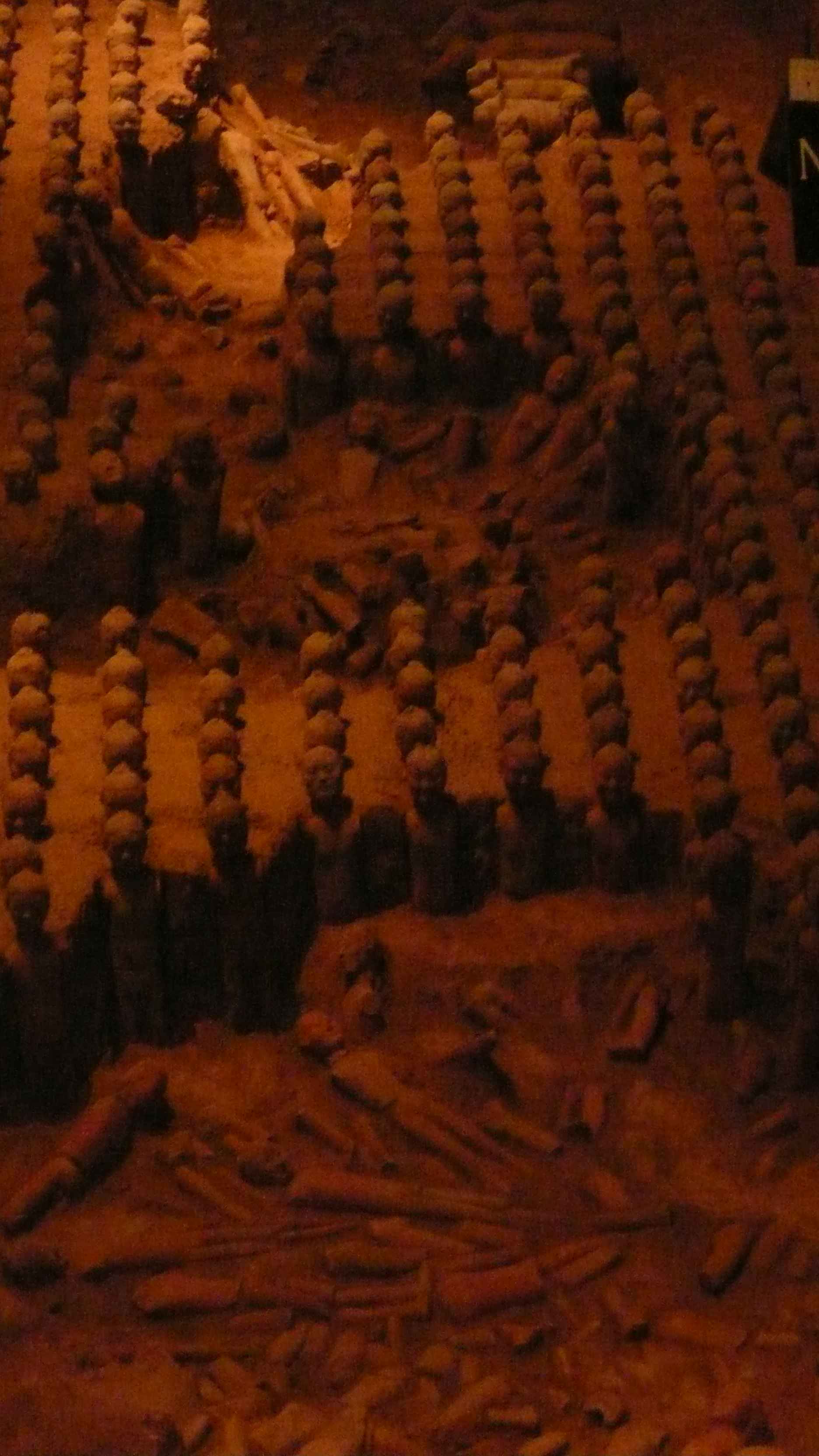